# Käthe Vordtriede
Käthe Vordtriede (n. 2 de enero de 1891 como Käthe Blumenthal en Hannover; f. 10 de agosto de 1964 en Nueva York) fue una  periodista y emigrante.
En 1918 entró al partido socialdemócrata alemán, se divorció de su marido y se trasladó con sus hijos de Bielefeld a Friburgo de Brisgovia. Primero trabajó como secretaria en la Universidad. Desde 1925 trabajó como periodista para el diario socialdemócrata Volkswacht. Desde 1930 escribió también artículos para el semanario Weltbühne editado por Kurt Tucholsky.
El 17 de marzo de 1933, la oficina del diario Volkswacht en Friburgo fue asaltada, saqueada y devastada por la SS y SA. Con la prohibición del diario perdió su empleo.

## Literaturas
- Vom Caritasverband. Von Jürgen Lang. Artículo de periódico de 1926. Kindle Direct Publishing (KDP), Luxemburgo 2020, ISBN 979-8-6112-2870-8.